# You the Boss
You the Boss è un brano musicale del rapper statunitense Rick Ross, pubblicato come primo singolo estratto dal suo quinto album studio God Forgives, I Don't il 7 ottobre 2011, contemporaneamente a I Love My Bitches. È stato distribuito alle radio Rhythmic Top 40 a partire dal 18 ottobre mentre a quelle Urban il 1º novembre 2011.. Al brano collabora la rapper dell'etichetta Young Money Nicki Minaj ed è stato prodotto da Kevin “K.E. On The Track” Erondu.

## Tracce
Download digitale
1. You the Boss (featuring Nicki Minaj) - 4:40

## Classifiche
| Classifica (2011)                | Posizione massima |
| -------------------------------- | ----------------- |
| US Billboard Hot 100             | 67                |
| US R&B/Hip-Hop Songs (Billboard) | 6                 |
| US Rap Songs (Billboard)         | 11                |